# La piccola amica
La piccola amica (Daybreak) è un film del 1931 diretto da Jacques Feyder.

## Produzione
Il film fu prodotto dalla Metro-Goldwyn-Mayer (MGM).

## Distribuzione
Distribuito dalla Metro-Goldwyn-Mayer (MGM), uscì nelle sale cinematografiche degli Stati Uniti il 2 maggio 1931 con il titolo originale Daybreak.